# 纳龙错
纳龙错是一个位于中国四川省白玉县的湖泊，面积约为3.1平方千米。